# Ilaria Salisová
Ilaria Salisová (* 17. června 1984, Milán) je italská pedagožka a krajně levicová politička, od července 2024 poslankyně Evropského parlamentu zasedající v levicové frakci Levice v Evropském parlamentu – GUE/NGL.

## Biografie
Narodila se a vyrostla v Miláně. Po ukončení studia se začala věnovat učitelské profesi. Ve volbách do Evropského parlamentu v roce 2024 byla zvolena europoslankyní.

## Kritika
Salisová byla v únoru 2023 zadržena maďarskou policií a obžalována z trestných činů úmyslného ublížení na zdraví a pokusu o vraždu. Jelikož byla součástí organizované skupiny krajně levicových radikálů, kteří pod vlajkou hnutí Antifa prováděli v maďarském hlavního města Budapešti násilné útoky na civilisty. Oběťmi byli náhodně vybraní Maďaři, Němci a Poláci, které na různých místech ve městě tato radikální skupina bila obušky, lámala jim kosti, kopala je do hlavy a šlapala jim po krku. Ačkoliv sama Salisová téměř ukopala k smrti člověka, za což jí hrozilo téměř 10 let vězení, byla politickým uskupením Aliance Zelení a Levice nominována a masivně podporována v kampani ve volbách do Evropského parlamentu v roce 2024, aby byla zvolena europoslankyní a získala tak poslaneckou imunitu, díky které se vyhne rozsudku.